# Geelwangspinnenjager
De geelwangspinnenjager (Arachnothera chrysogenys) is een zangvogel uit de familie van de honingzuigers. De soort komt voor in de Indische Archipel.

## Kenmerken
De geelwangspinnenjager is 18 cm groot, kleiner dan de geeloorspinnenjager, waar hij verder sterk op lijkt. Beide soorten zijn olijfgroen, van boven wat donkerder dan van onder en beide hebben een geel vlekje bij de oorstreek. Het verschil is de oogring. De geeloorspinnenjager heeft rond het hele oog een duidelijke lichte ring, waardoor de vogel 'gebrild' lijkt. De geelwangspinnenjager heeft smalle, boog boven het oog.

## Verspreiding en leefgebied
De geelwangspinnenjager is een schaars voorkomende vogel op het schiereiland Malakka, Sumatra, Java en Borneo in tropisch regenbos in het laagland en heuvellandbossen tot 1000 m boven de zeespiegel. De vogel foerageert vaak hoog in de boomkronen.
De soort telt 2 ondersoorten:
- A. c. chrysogenys: Malakka, Sumatra, Java en westelijk Borneo.
- A. c. harrissoni: oostelijk Borneo.

## Status
De geelwangspinnenjager heeft een groot verspreidingsgebied en daardoor alleen al is de kans op uitsterven uiterst gering. De grootte van de populatie is niet gekwantificeerd, maar de indruk bestaat dat hij in aantal achteruit gaat. Echter, het tempo ligt onder de 30% in tien jaar (minder dan 3,5% per jaar). Om deze reden staat deze spinnenjager als niet bedreigd op de Rode Lijst van de IUCN.